# Rorqual d'aleta blanca
El rorqual d'aleta blanca (Balaenoptera acutorostrata), és una espècie de rorqual, del parvordre dels misticets. És el rorqual més petit i la segona balena més petita darrere la balena franca pigmea. Excepte en la forma nana, la longitud varia entre 7-9,8 metres i el pes entre 5-10 tones. De mitjana, les femelles són un mig metre més llargues que els mascles. Les cries fan entre 2,4-3,5 metres. La forma nana té una llargada adulta de fins a 7,8 metres.